# Есугэн
Есугэн (монг. Есүгэн) — одна из супруг Чингисхана, татарка.

## Биография
Есугэн была дочерью татарского вождя Церен-эке. Чингисхан взял её себе в качестве добычи после истребления татар в 1202 году.
Согласно хроникам, Есугэн была неревнивой, и у неё было сильно развито чувство семейственности. В первую брачную ночь, убедившись в преданности её Чингисхана, она сообщила супругу, что у неё есть старшая сестра по имени Есуй, красавица, весьма достойная царского ложа. В результате поисков Есуй была обнаружена в лесу, откуда её доставили к хану, и она стала его очередной супругой. Едва увидев старшую сестру, Есугэн добровольно покинула место, принадлежавшее ей как ханской супруге, и села на менее почётное место. Это благоразумие очень понравилось Чингисхану.

## В культуре
Есугэн стала персонажем романа Исая Калашникова «Жестокий век» (1978).